# Rjabinino (Kaliningrad)
Rjabinino (russisch Рябинино, deutsch Korwlack) ist ein kleiner Ort in der russischen Oblast Kaliningrad (Gebiet Königsberg (Preußen)) und gehört zur Prawdinskoje gorodskoje posselenije (Stadtgemeinde Prawdinsk (Friedland (Ostpr.))) im Rajon Prawdinsk (Kreis Friedland).

## Geographische Lage
Rjabinino liegt 19 Kilometer nordöstlich der früheren Kreisstadt Bartenstein (heute polnisch: Bartoszyce) und 9 Kilometer südlich der jetzigen Rajonshauptstadt Prawdinsk (Friedland) nur 1 Kilometer von der russisch-polnischen Staatsgrenze entfernt. In den Ort führt eine unwegsame Nebenstraße von Prawdinsk über Tjomkino (Mertensdorf), die vor 1945 weiter bis in das heute in Polen gelegene Ostre Bardo (Klingenberg) verlief. Eine Bahnanbindung besteht nicht. Östlich des Dorfes befindet sich der Reihersee an der Lawa (Alle).

## Geschichte
Am 11. Juni 1874 gehörte der damals etwa 100 Einwohner zählende Ort Korwlack zu den zwei Landgemeinden und zwei Gutsbezirken, die den neu errichteten Amtsbezirks Klingenberg (heute polnisch: Ostre Bardo) bildeten, der zum Landkreis Friedland (ab 1927 Landkreis Bartenstein (Ostpr.)) im Regierungsbezirk Königsberg der preußischen Provinz Ostpreußen gehörte. Bis zum 30. September 1928 wahrte Korwlack seine Selbständigkeit als eigenständige Gemeinde, als sie sich dann mit dem Gutsbezirk Korwlack und dem Gutsbezirk Pohiebels (heute nicht mehr existent) zur neuen Landgemeinde Pohiebels zusammenschloss. Am 1. Oktober 1939 schließlich wurde die so entstandene Gemeinde Pohiebels in die Gemeinde Klingenberg eingemeindet.
Infolge des Zweiten Weltkrieges kam Korwlack mit dem nördlichen Ostpreußen zur Sowjetunion und erhielt 1947 die russische Ortsbezeichnung „Rjabinino“. Bis zum Jahre 2009 war der Ort innerhalb der seit 1991/92 russischen Oblast Kaliningrad in den Domnowski sowjet (Dorfsowjet Domnowo (Domnau)) eingegliedert und kam dann – aufgrund einer Struktur- und Verwaltungsreform – als „Siedlung“ (russisch: possjolok) eingestufte Ortschaft zur Prawdinskoje gorordskoje posselenije (Stadtgemeinde Prawdinsk (Friedland)) im Rajon Prawdinsk.

## Kirche
Mit seiner fast ausnahmslos evangelischen Bevölkerung war Korwlack vor 1945 in die Kirche Klingenberg (heute polnisch: Ostre Bardo) eingepfarrt. Klingenberg bildete mit Deutsch Wilten (heute russisch: Jermakowo) und Georgenau (Roschtschino) ein gemeinsames Kirchspiel, das zum Kirchenkreis Friedland (ab 1927 Kirchenkreis Bartenstein; heute polnisch: Bartoszyce) innerhalb der Kirchenprovinz Ostpreußen der Kirche der Altpreußischen Union gehörte.
Heute liegt Rjabinino im Einzugsbereich der evangelischen Kirchengemeinde in Prawdinsk (Friedland), die eine Filialgemeinde der Auferstehungskirche in Kaliningrad (Königsberg) ist und der Propstei Kaliningrad in der Evangelisch-Lutherischen Kirche Europäisches Russland (ELKER) zugeordnet ist.